# I Want You (canção de Marvin Gaye)
"I Want You" é uma canção lançada como single por Marvin Gaye em 1976. A música foi composta por Leon Ware e Arthur "T-Boy" Ross.

## Versão de Madonna com Massive Attack
A cantora americana Madonna regravou "I Want You" para o disco tributo Inner City Blues: The Music of Marvin Gaye. A música acabou sendo incluída também na coletânea de baladas de Madonna, Something To Remember. A canção foi produzida por Neele Hooper e tem a participação de Massive Attack.
"I Want You" representa um fato inédito em toda a carreira da Madonna, a primeira e única vez em que foi feito um clipe para uma música que não teve single e nem foi promovida nas rádios. 
Após o estrondoso fracasso do disco Inner City Blues: The Music of Marvin Gaye, estremeceu-se a relação entre a Motown e a Warner. Outro problema foi que a Warner vendo um disco que tinha "I Want You" fracassar ficou receosa de que a música não tinha potencial o suficiente para se tornar um grande sucesso. Por causa disso o single foi cancelado na última hora quando já havia sido filmado o vídeo clipe. 
Além do clipe havia também os vinis, cds e cassetes promos que traziam os remixes que entrariam no single e no maxi-single de “I Want You”, remixes esses feitos por Junior Vasquez.

### Videoclipe
No video, Madonna interpreta uma mulher que oscila entre mostrar-se fraca e ligar para seu amado ou ficar esperando ele telefonar para ela.  

### Versões Promocionais
Faixas do vinil promo de 12: 
1. I Want You (Master Mix)
2. I Want You (Orchestral Edit)
3. I Want You (Vocal Mix)
4. I Want You (Junior`s Club Mix)
5. I Want You (Junior`s Short Club Mix)
6. I Want You (Junior`s Radio Edit)

Faixas do cd promo: 
1. I Want You (Back track)
2. I Want You (Instrumental)
3. I Want You (House Remix)
4. I Want You (Louder Lead Vocal)
5. I Want You (Orchestral)
6. I Want You (Orchestral 2nd Load)
7. I Want You (Orchestra Only)
8. I Want You (Orchestra Exceps)

Faixas da promo fita cassete: 
1. I Want You (Master Mix)
2. I Want You (Orchestral)
3. I Want You (Orchestral Edit)
4. I Want You (Louder Lead Vocal)
5. I Want You (Quieter Lead Vocal)
6. I Want You (Back track)
7. I Want You (Instrumental)
8. I Want You (No Marvin Intro)
9. I Want You (Lead Spoken)
10. I Want You (As Master No Spoken Vocal)
11. I Want You (Orchestra Only)